# Reine Fiske

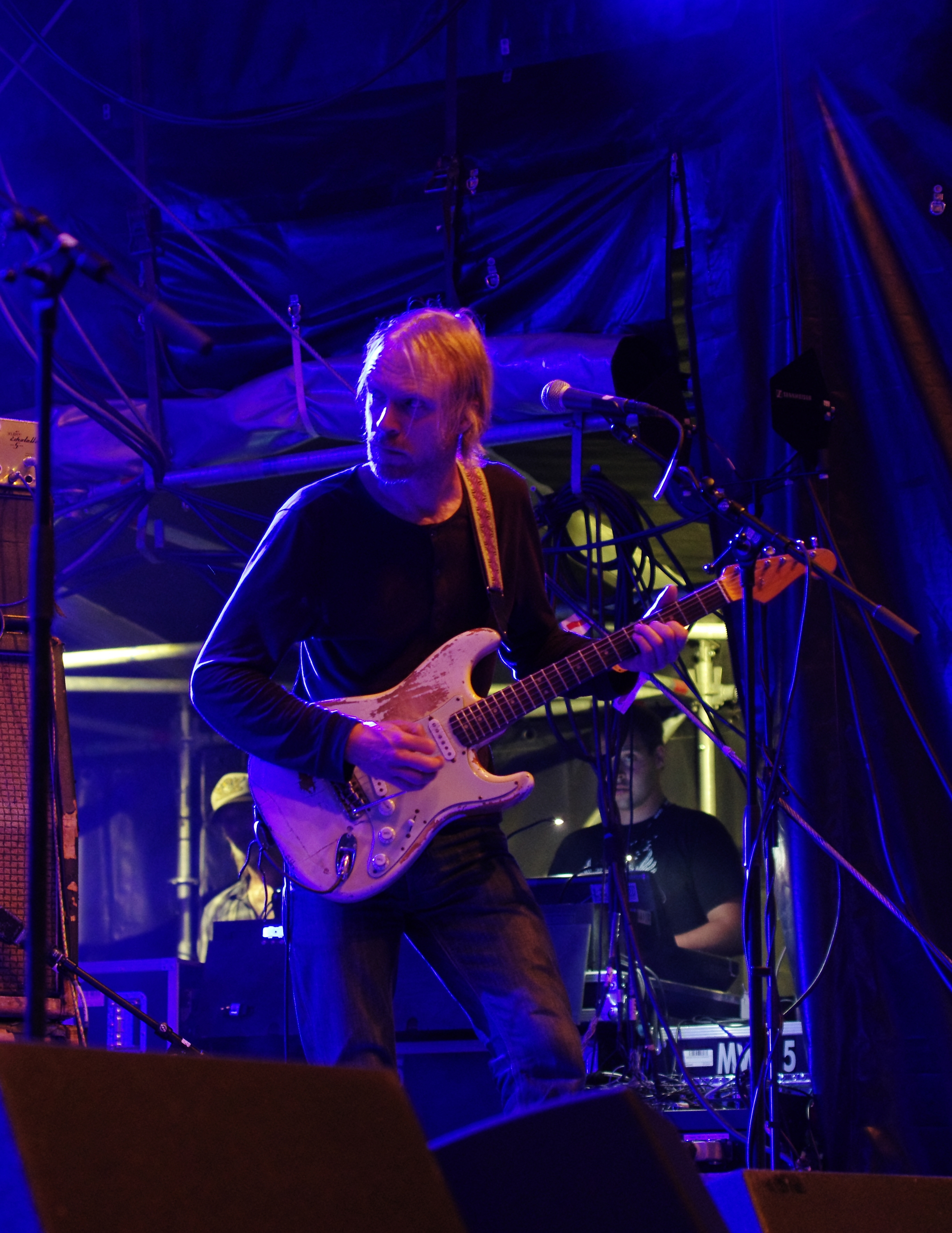
Reine Fiske (2013)

Nils Reine Fiske (* 4. Oktober 1972 in Saltsjö-Boo) ist ein schwedischer Fusion- und Rockmusiker (Gitarre, E-Bass) und Tonmeister, der vor allem als Mitglied der Indie-Rockband Dungen bekannt wurde.

## Wirken
Fiske war zunächst Mitglied der Progressive-Rock-Band Landberk, mit der er von 1992 bis 1996 fünf Alben veröffentlichte. Mit Morte Macabre entstand das Album Symphonic Holocaust (Musea, 1998). Seit 2002 ist er Mitglied von Dungen; mit dieser Band spielte er zahlreiche Alben ein. Weiterhin wirkte er bei Paatos und mit Anna Järvinen. Er gehörte auch zu The Amazing mit Christopher Gunrup, auch arbeitete er mit Träd, Gräs & Stenar und mit Sylvester Schlegels Band The Guild. 
2012 legt er das Album Svenska Kaputt vor (im Quartett mit Jonas Kullhammar, Torbjörn Zetterberg und Johan Holmegard). Mit der norwegischen Prog-Rock-Band Motorpsycho veröffentlichte er die Alben Still Life With Eggplant und Behind the Sun, mit der Prog-Rock-Band Elephant9 zunächst das Album Atlantis, das er auch auf der Jazzahead 2014 präsentierte, dann die Nachfolgealben. Weiterhin nahm er mit Goran Kajfeš Subtropic Arkestra auf und wurde als Sologitarrist in Mats Gustafssons Interpretation von Pendereckis Stück Actions mit dessen großformatigem Fire! Orchestra herausgestellt.

## Diskographische Hinweise
- S.T. Mikael Mind of Fire (Subliminal Sounds, 2007)
- Anna Järvinen Anna Själv Tredje (Stranded Rekords, Universal Music, 2011)
- Ole Paus / Bent Sæther / Hans Magnus Ryan / Tomas Järmyr / Reine Fiske: Så Nær, Så Nær (Drabant, 2020)